# IRIS (人工衛星)
IRIS (アイリス、Interface Region Imaging Spectrograph、Explorer-94) は太陽光球とコロナの間にある彩層および遷移層を紫外線で観測する太陽観測衛星。アメリカ航空宇宙局(NASA)によって2013年に打ち上げられた、エクスプローラー計画小型探査機SMEX(Small Explorer program)シリーズの1機である（SMEX-12）。

## 概要
太陽光球の表面温度（6000度）よりもその上空のコロナが熱源から遠いにもかかわらずはるかに高温（100万度以上）であることはコロナ加熱問題と呼ばれる太陽物理学の未解決問題であり、その加熱機構が長年にわたって研究されてきた。
ロッキード・マーティン太陽・天体物理学研究所(LMSAL)によって提案されたIRISは、紫外線による観測で太陽光球のエネルギーがどのように彩層や遷移層を運ばれコロナを加熱し太陽風を駆動するかのメカニズム解明を目指すもので、そのモデルを明らかにすることで宇宙天気予報の精度を向上させることも期待されている。
NASAは2008年5月29日、1億500万ドル以下のコストで実現可能な小型探査機SMEXシリーズの公募に応じた32の提案の中より6つの案を候補として絞り込み、2009年6月19日にその中より太陽観測衛星IRIS（SMEX-12）とX線天文衛星GEMS（SMEX-13）を選択した。IRISの製造とテストはロッキード・マーティン・スペースシステムの先進技術センター（LMATC）が担当し、打ち上げ後の衛星の管制はNASAエイムズ研究センターによって行われる。
2013年6月28日にカリフォルニア州のバンデンバーグ空軍基地から離陸した母機スターゲイザーが高度12kmの洋上からペガサスロケットを発進させ、打ち上げに成功した
。

## 観測運用
IRISが投入された軌道は年間8か月の間、地球の影に入ることなく連続して太陽を観測可能な太陽同期軌道である。打ち上げから21日目の7月17日には望遠鏡のドアを開きファーストライトを迎えた。
太陽観測衛星ひので（2006年打ち上げ）およびSDO（2010年打ち上げ）とも共同観測を行い、異なる波長とスペクトルを同時観測することでコロナ加熱問題の解明を目指す。
2015年には、ひのでとの共同観測を国立天文台のスーパーコンピュータ「アテルイ」の数値シミュレーションにかけた成果として、波動の熱化現場が捉えられたことが発表された。
またコロナ加熱に寄与する別の要因として、太陽の黒点付近より内部コロナに向け上昇する、「おたまじゃくし」のように細長い尾を引いたプラズマジェットが2019年に報告されている。
IRISの観測ミッションは2016年9月に2年間の延長が承認された。

## 搭載機器
IRISが搭載する紫外線望遠鏡は主鏡口径19cm・焦点距離6895mmのカセグレン光学系で175×175秒角の視野を持ち、太陽光球の100分の1の領域を分解能0.33～0.4秒角の高解像度で撮影する。観測波長は遠紫外線（波長133～141nm）および近紫外線（波長278～283nm）の2バンドを持ち、あわせてドップラーシフトによる視線方向の速度変化を計測可能。ソーラー・ダイナミクス・オブザーバトリー搭載の紫外線望遠鏡AIAと同じくスミソニアン天体物理観測所によって製作された。